# Hohlstrahlrohr

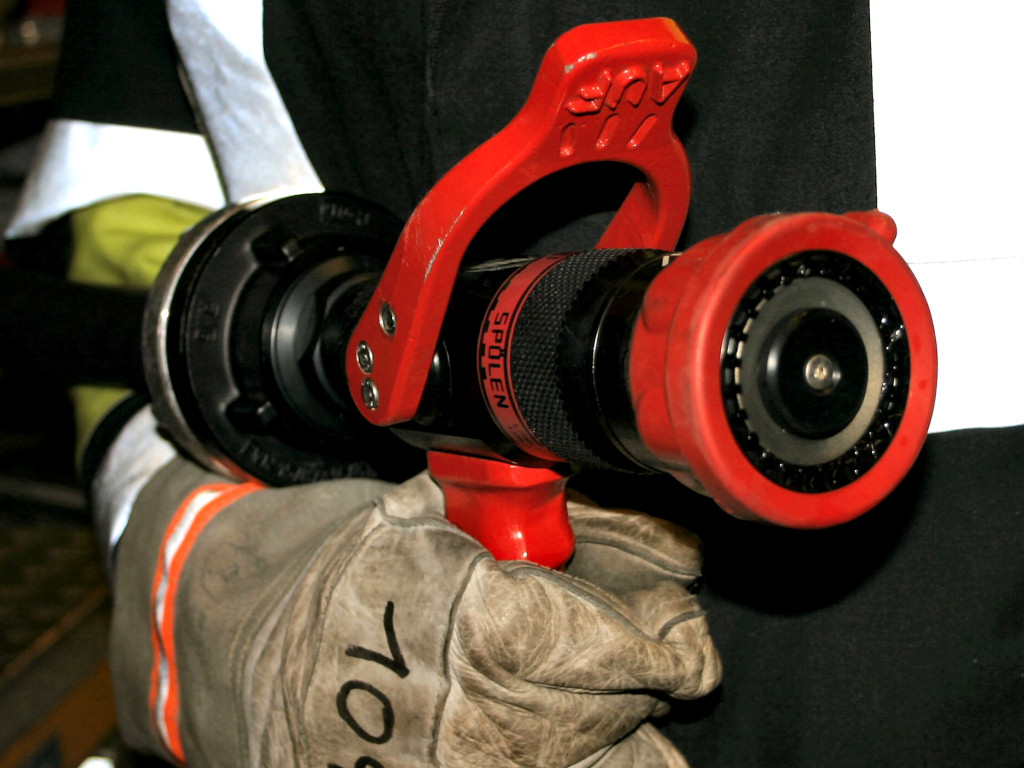
Hohlstrahlrohr mit Haltegriff und Absperrhebel

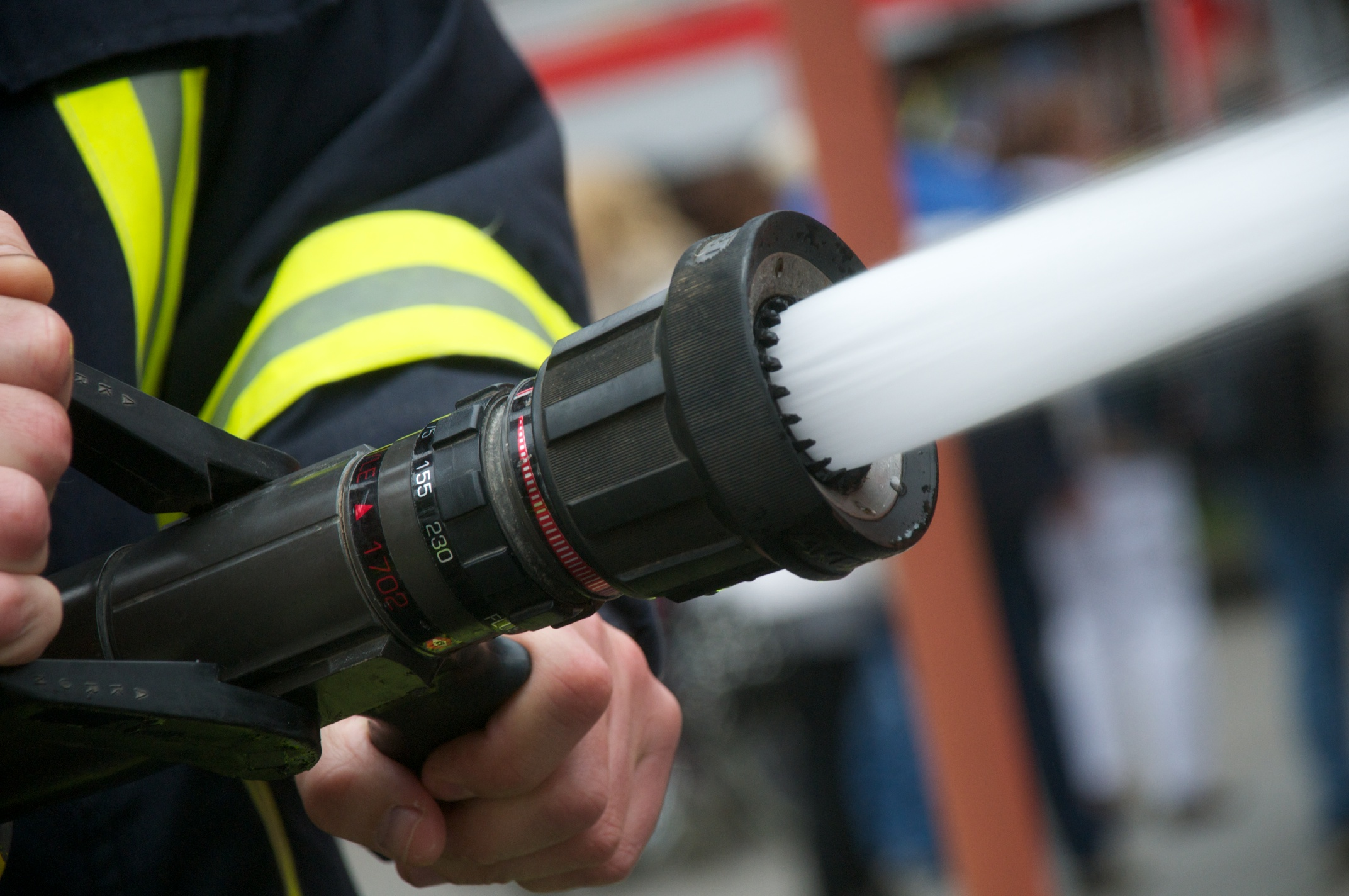
Der hohle Strahl, der dem Strahlrohr seinen Namen gibt (Strahl geschlossen; 0°)

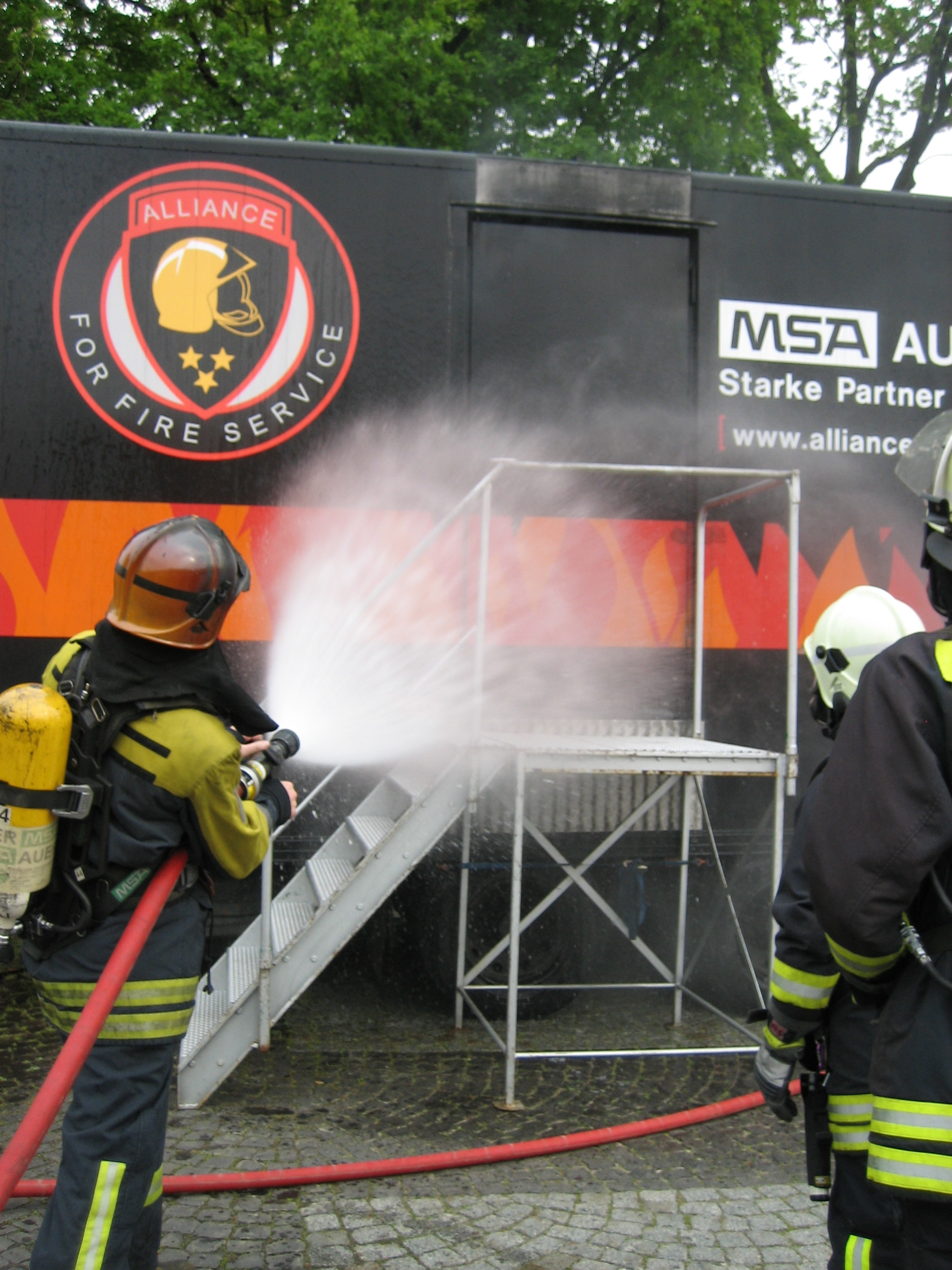
Kleiner Sprühwinkel (Sprühstrahl; etwa 20°)

Hohlstrahlrohre (Abkürzung: HSR) sind Armaturen der Feuerwehr zur Löschmittelabgabe (Wasser oder Wasser-Schaum-Gemische), die neben den Sonderstrahlrohren, Mehrzweckstrahlrohren und Schaumstrahlrohren verwendet werden.
HSR finden zunehmende Verbreitung. In Hohlstrahlrohren wird das Wasser durch eine ringförmige Düse geleitet, so dass ein hohler Wasserstrahl entsteht, der jedoch durch bestimmte Techniken wie einen festen oder rotierenden Zahnkranz mit Tropfen gefüllt werden kann, was eine bessere Wasserverteilung und somit auch eine wirkungsvollere Rauchgaskühlung zulässt. Ein Vollstrahl aus einer solchen Ringstrahldüse ist stabiler (geringeres Ausregnen) als ein herkömmlicher Vollstrahl („Stabstrahl“) und erreicht eine höhere Wurfweite.
Es kann damit außerdem stufenlos ein Sprühkegel von teilweise bis über 120 Grad Öffnungswinkel erreicht werden. Meistens kann noch der Durchfluss des HSR geregelt werden, die Wasserabgabe muss dazu nicht unterbrochen werden. Somit kann der vorgehende Strahlrohrführer einen wassersparenden und dynamischen Löschangriff durchführen.
Bei den Feuerwehren werden sehr unterschiedliche Hohlstrahlrohrmodelle eingesetzt und es ist seit Jahren eine lebhafte Diskussion im Gange, welcher Typ von Hohlstrahlrohr sich am besten für den Feuerwehreinsatz eigne.

## Ausstattungsunterschiede
Die Hohlstrahlrohre können mit einem rotierenden oder einem festen Zahnkranz ausgestattet werden. Bei einem Strahlrohr mit rotierendem Zahnkranz wird der Strahl von dem rotierenden Zahnkranz in feinen Wassernebel zerschnitten, was zu einem besseren Löscherfolg führt. Allerdings kann dies zu einem „Ansaugen“ der Flamme in den Wasserkegel führen, was für die Einsatzkräfte gewöhnungsbedürftig, in manchen Situationen aber auch durchaus gewünscht ist, zum Beispiel zum Einfangen und Lenken einer Gasflamme. Je nach Gestaltung des Zahnkranzes kann der Sprühkegel leer, teilweise oder komplett mit Wassertropfen gefüllt sein. Strahlrohre, die einen gefüllten Kegel produzieren, werden in der Regel sinnvoller sein.
Bei Automatikrohren wird der Durchfluss des Strahlrohres innerhalb angegebener Grenzen durch ein integriertes Federpaket geregelt, welches sich bei steigendem Druck weiter öffnet und damit den Durchfluss erhöht, während der Druck dadurch konstant gehalten wird. Hierdurch hängen das Strahlbild und die Wurfweite nicht von der Durchflussmenge ab. Es muss jedoch immer ein genügend hoher Druck (etwa 6 bar) am Strahlrohr anliegen. Diese Rohre eignen sich jedoch nur sehr bedingt zum Innenangriff, da sie bei geringen Druckverhältnissen eine nicht mehr ausreichende Wassermenge zum Selbstschutz des Trupps gewährleisten (siehe Test LFKS RLP).
Der maximale Durchfluss variiert bei unterschiedlichen Strahlrohrmodellen stark. Üblich sind Hohlstrahlrohre (mit C-Kupplung) mit einer Durchflussleistung von etwa 130 l/min bis ca. 300 l/min, es sind jedoch auch Modelle erhältlich, deren Durchflussmenge bei 20 l/min beginnt oder bei über 1000 l/min endet. Bei Rohren, die im Innenangriff eingesetzt werden, ist eine maximale Durchflussmenge von 130–150 l/min völlig ausreichend, sofern mit diesen Strahlrohren keine Rollover-Prävention durchgeführt werden soll. Oftmals verfügen die Hohlstrahlrohre auch über eine Markierung am Verstellring der Durchflussmenge sowie des Sprühkegels (ähnlich Kimme und Korn einer Zieleinrichtung) um die optimale Einstellung für den Innenangriff einstellen zu können. Diese Markierungen sind auch so geformt, damit sie mit Handschuhen blind ertastet werden können. Für eine effektive Rollover-Prävention sind Strahlrohre mit einer Wasserlieferung von mindestens 230 l/min erforderlich, da ansonsten die abgegebene Wassermenge nicht zur Rauchgaskühlung ausreicht.
Spezielle Hohlstrahlrohre werden auch an Hochdruckschläuchen verwendet.

## Vor- und Nachteile gegenüber Mehrzweckstrahlrohren

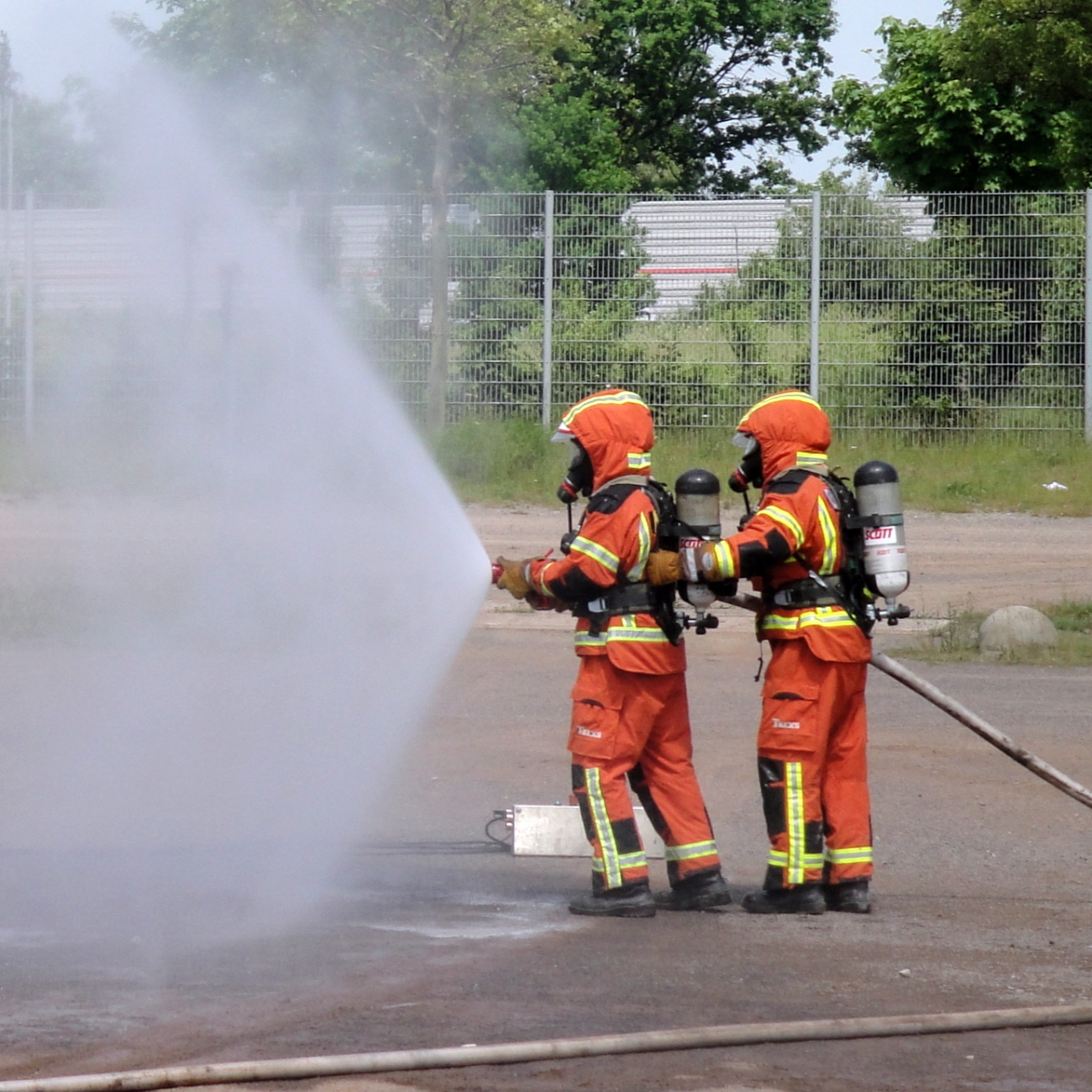
Öffnungswinkel von ca. 120° (Mannschutzbrause)

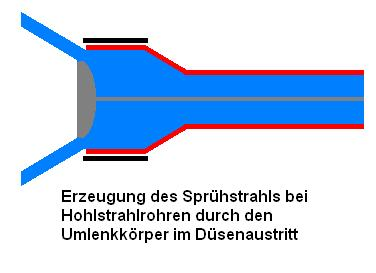
Vereinfachter Schnitt eines Hohlstrahlrohres

- Die stufenlose Einstellmöglichkeit von Sprühkegel und Durchflussmenge erlaubt eine schnelle und flexible Anpassung an die Verhältnisse eines Brandes. Somit können größere Wasserschäden vermieden werden. Die Flexibilität der Durchflussmenge birgt jedoch auch gleichzeitig einen Nachteil beim Wasserverbrauch. Wenn der Maschinist mit einer Wasserabnahme von 135 l/min rechnet, durch den Trupp aber die doppelte Menge abgegeben wird, kann das vorhandene Löschwasser möglicherweise nicht mehr ausreichen.
- Der Sprühstrahl kann eine größere Fläche abdecken (durch teilweise bis über 120 Grad Öffnungswinkel). Dies erlaubt einerseits eine verbesserte Kühl- und Löschwirkung (gerade bei der Rauchgasabkühlung im Innenangriff zur Verhinderung eines Rollovers), andererseits auch eine erhöhte Sicherheit für den Angriffstrupp (HSR haben einen wirkungsvollen „Mannschutz“, übliche Mehrzweckstrahlrohre ohne spezielle Mannschutzbrause nicht).
- Der Sprühstrahl besteht aus kleineren Tröpfchen (≈ 0,3 mm) als bei klassischen Mehrzweckstrahlrohren, dadurch erhöht sich die Oberfläche der Tropfen insgesamt und damit auch die Kühlwirkung. Die gegenüber Hoch- und Höchstdruckstrahlrohren (Tröpfchen um 0,1 mm) noch etwas größeren Tröpfchen der HSR werden zurzeit (2004/2005) als idealer Kompromiss zwischen Kühlwirkung und Eindringtiefe angesehen und gelten als am besten geeignet zur Rollover-Bekämpfung.

Die verbesserten Strahlrohr-Eigenschaften müssen jedoch durch spezielle Feuerwehrausbildung erlernt werden. Da viele unterschiedliche Hohlstrahlrohre eingesetzt werden, muss sich diese Ausbildung immer an der örtlichen Ausstattung orientieren.

Brauchbare Hohlstrahlrohre sind in der Anschaffung meist wesentlich teurer als Mehrzweckstrahlrohre (etwa doppelt bis 10-fach teurer, je nach Modell und Hersteller ab ≈ 200 €/Stück 2005), jedoch deutlich preiswerter als Hoch- oder Höchstdrucklöschanlagen (die zumeist mehrere Tausend Euro kosten und in der Anwendung oft sehr beschränkt sind).
Hohlstrahlrohre können bei grob verunreinigtem Wasser (Algen, Schmutz aus offenen Gewässern, gelöste Inkrustierungen von Steigleitungen) unter Umständen leicht verstopfen, die HSR sollten daher immer über eine Spülstellung verfügen.

## Beschaffungsrichtlinien
Bei der Beschaffung von HSR sollte genau der Verwendungszweck bedacht werden.
Die DIN EN 15182 mit ihren vier Teilen ersetzte Anfang 2007 die DIN 14365 Mehrzweckstrahlrohre und die DIN 14367 Hohlstrahlrohre. In Teil 3 ist die Empfehlung aufgenommen, die Rohre nach Teil 3 (z. B. Mehrzweckstrahlrohre) nicht im Innenangriff zu nutzen. In Teil 1 ist keine elektrische Prüfung enthalten. Stattdessen wurde die Empfehlung aufgenommen, einen Abstand von mindestens 1 m (bis 1000 V) bei einem Sprühstrahl von mindestens 30° einzuhalten.
In Österreich heißt die Richtlinie GA-21 „Ankauf von Hohlstrahlrohre“  des Österreichischen Bundesfeuerwehrverbandes.